# Miss Arménie

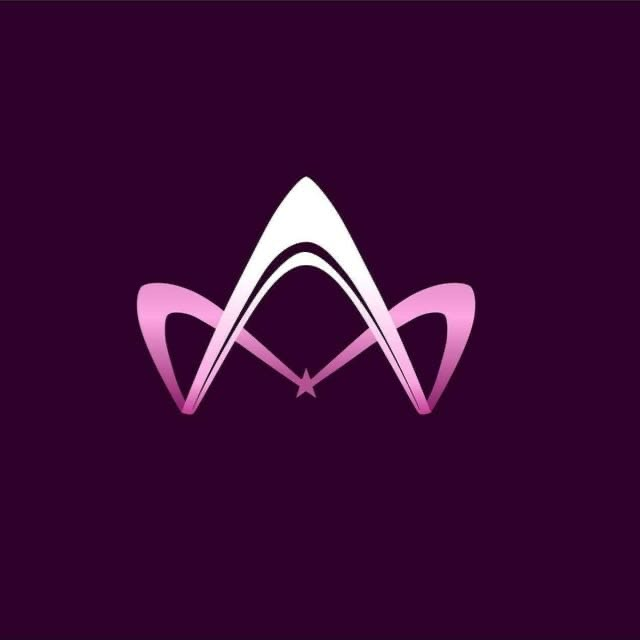
Logo de Miss Armenie

Miss Arménie, est un concours de beauté féminine, réservé aux jeunes femmes de l'Arménie, qualifié à Miss Univers, Miss Europe, et Miss Monde.

## Vainqueur
- 1996, Karine Khachatrian
- 1997, Angelina Babajanyan
- 1998, Gohar Harutyunyan
- 1999, pas de concours
- 2000, Kristina Babayan
- 2001, Irina Tovmasyan Yerevan
- 2002, pas de concours
- 2003, Lusine Tovmasyan Yerevan
- 2004, pas de concours
- 2005, pas de concours
- 2006, Marina Vardanyan Yerevan
- 2007, Margarita Sarukhanyan Yerevan
- 2008, Anna Galstyan
- 2009, pas de concours
- 2010, Lilit Karapetyan
- 2011, pas de concours
- 2012, Anna Arakelyan
- 2013, pas de concours
- 2014, Gayané Catanasian
- 2015, pas de concours
- 2016, pas de concours
- 2017, Lili Sargsyan
- 2018, pas de concours